# Клео де Мерод
Клеопатра-Діана де Мерод, відома як Клео де Мерод (фр. Cléo de Mérode;) — французька балерина періоду Прекрасної епохи. Вважалася іконою краси, її фотографії були неймовірно відомими. Авторка автрбіографії.

## Життєпис

#### Ранні роки
Клеопатра-Діана де Мерод народилася в Парижі, Франція, 27 вересня 1875 р. Вона була позашлюбною дочкою віденської баронеси Вінсентії Марії Кесілії Катаріни де Мерод (1850—1899) та австрійського судді і юриста Теодора Крістонноса. Її дядьком був пейзажист Карл фон Мерод. Батьки не спілкувалися, тож з батьком вона познайомилася лише в молодості.
У 8 років її відправили вчитися балету до сестер Сен-Венсан-де-Поль. В 11 років вона дебютувала в Паризькій опері. Клео де Мерод стала відомою своєю красою навіть більше, ніж своїми танцями. Її зображення почало з'являтися на таких речах, як листівки та гральні карти.

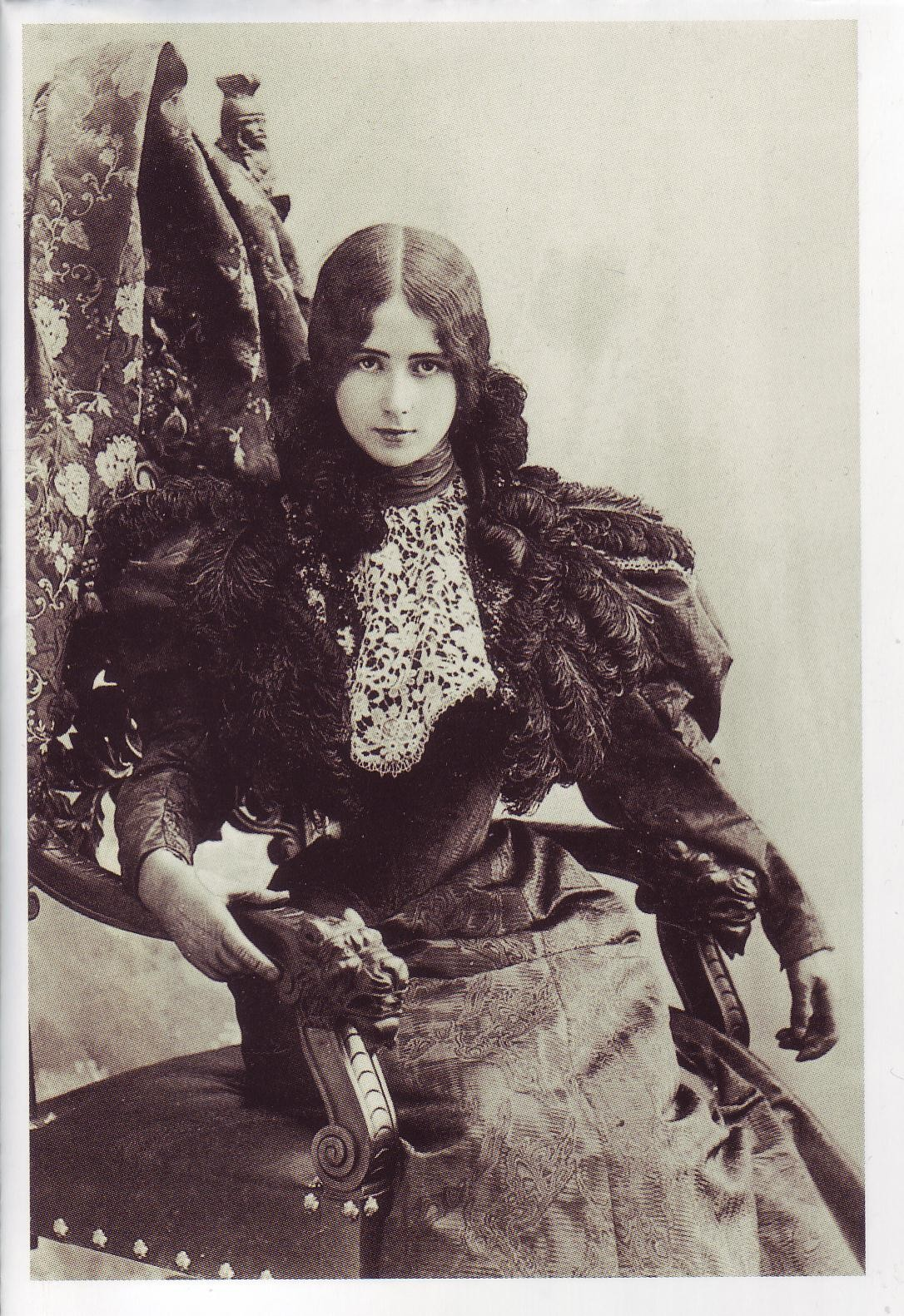
Клео де Мерод з зачіскою «Шиньойон»

У 16 років вона дебютувала зі своєю фірмовою зачіскою, шиньойоном, яка швидко стала популярною. Водночас зачіска, яка закривала її вуха, спричинила поширення чуток про те, що де Мерод не має одного або обох вух.             

#### Початок кар'єри
Восени 1895 року з'явилися чутки, що балерина була коханкою короля Леопольда II. Преса їх називала «Клеопольдом». Оскільки король мав двох дітей від повії, репутація де Мерод постраждала, і її назвали куртизанкою. Намагаючись втишити чутки, мати балерини написала листа до редактора Le Figaro, який був опублікований, а потім висміяний через погану орфографію.
Навесні 1896 року розгорівся другий скандал через виставку скульптури «Танцюристка» Олександра Фальг'єра в Салоні французьких художників. Скульптура мала вигляд оголеної дівчини в натуральну величину з білого мармуру. Клео де Мерод стверджувала, що вона позувала лише для голови. Скандал супроводжував її протягом усієї її кар'єри. Того року її обрали «Королевою краси».
Попри два скандали, Клео де Мерод стала міжнародною зіркою та виступала по всій Європі та в США. У 1897 році вона прибула до Нью-Йорка, де на місяць з'являлася у Koster and Bial's. Під час перебування в Нью-Йорку її переслідували репортери та дівчата, які просили у неї автограф. Виступ де Мерод був дуже очікуваним, але розчарував: преса вихваляла її красу, але стверджувала, що вона не вміє танцювати. Сама ж балерина сказала, що навпаки, вона неймовірно сподобалася американцям.

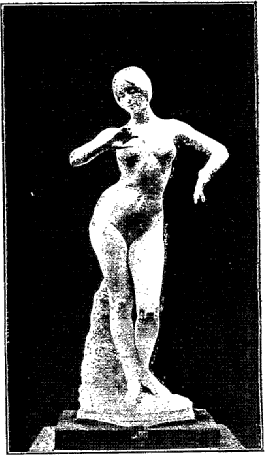
«Танцюристка»

Клео де Мерод була удостоєна першої премії на виставці Нью-Йоркського камерного клубу як найкрасивіша жінка Парижа. У 1900 році вона викликала сенсацію на Всесвітній виставці своїм фальшивим камбоджійським танцем. Вона також знялася в двох фільмах, один з яких був вручну колоризований. Обидва показали її танці.
У 1906 році повідомлялося, що було продано 50 000 000 фотографій Клео до Мерод, коли одна берлінська фірма виробляла 4 000 000 фотографій на рік. Наступного року журнал Everybody's Magaziine порівняв її з Дівою Марією.

#### Завершення кар'єри
У 1923 році Клео де Мерод без успіху подала до суду на творців фільму «Алея павичів» (1922), стверджуючи, що фільм зашкодив її репутації. Вона вимагала компенсації в розмірі 100 000 франків.
Під час Першої світової війни вона розважала танцями поранених солдатів. Вона продовжувала танцювати до майже п'ятдесяти років. У 1924 році вона завершила кар'єру. На прохання театрального режисера Анрі Варни вона знову з'явилася на сцені в Алькасарі в червні 1934 року в La revue 1900 разом з танцюристом Джорджем Скібіне.
У 1950 році балерина подала до суду на Симону де Бовуар за наклеп, вимагаючи відшкодування збитків у розмірі 5 мільйонів франків за те, що у своїй книзі де Бовуар описала її як повію, яка походила з селян і викорстала аристократичне звучання сценічного імені для самореклами. Клео де Мерод виграла судовий процес, і уривок було вилучено з книги. Однак де Мерод отримала лише один франк відшкодування збитків, оскільки суддя встановив, що де Мерод дозволила поширити чутки протягом своєї кар'єри заради їхньої рекламної цінності.
У 1955 році Клео де Мерод опублікувала автобіографічну книгу «Le Ballet de ma vie» («Танець мого життя»).
У 1964 році де Мерод була сфотографована Сесілом Бітоном. Її фото опублікували в журналі Vogua 15 лютого 1964 року. 
Вона викладала балет, перш ніж піти на пенсію в 1965 році у віці 90 років. Її хобі було виготовлення фігурок танцюристів, пастухів і пастушок, які вона продавала.
Де Мерод не одружувалась і не мала дітей. У своїй автобіографії «La ballet de ma vie» вона писала, що у своєму житті була пов'язана лише з двома чоловіками. Була заручена з французьким аристократом майже 10 років, перш ніж він помер від черевного тифу 1904 році. Також вона була супутницею іспанського скульптора і дипломата Луїса де Періна з 1906 по 1919 рік. 
Клео де Мерод була близькою подругою музиканта Ренайльда Хана, з яким познайомилася в 17 років. Вона жила з матір'ю до її смерті в 1899 році.
Клео де Мерод померла 17 жовтня 1966 року у своїй паризькій квартирі на Рю де Теран, 15, і була похована на кладовищі Пер-Лашез у відділі 90.  Статуя Луїса де Періна прикрашає її надгробну плиту.

## Дивитися також
- Жінки в хореографії